# Kościół Dobrego Pasterza w Batorowie
Kościół Dobrego Pasterza w Batorowie – rzymskokatolicki kościół filialny należący do parafii św. Katarzyny w Lipce (dekanat Złotów I diecezji bydgoskiej).
Jest to świątynia poewangelicka wzniesiona w latach 1783–86. Ufundowana została przez rodzinę Osten – Sacken. Restaurowana była pod koniec XIX wieku. Przejęta została przez Kościół katolicki w 1945 roku. Po II wojnie światowej zostało usunięte pokrycie gontowe dachu i zdemontowano empory. Restaurowana była ponownie w latach 1996–2000.
Budowla jest szachulcowa i charakteryzuje się konstrukcją słupowo-ramową. Nie jest orientowana. Kościół jest salowy, bez wydzielonego prezbiterium z nawy, zamknięty jest trójbocznie. Od frontu nawy jest umieszczona murowana kruchta. Z przodu znajduje się wieża kwadratowa osadzona na nawie. Zwieńcza ją trójczłonowy blaszany dach hełmowy z drewnianym cylindrem. Dach świątyni jest jednokalenicowy, pokryty dachówką. Wnętrze nakryte jest stropem płaskim z wydatną fasetą, podpartym na słupach – jest to pozostałość po szkielecie empor. Zachowana się jedynie empora nad wejściem od frontu, pełniąca rolę chóru muzycznego. Ołtarz główny w stylu rokokowym i ambona z 2 połowy XVIII wieku, tworzyły kiedyś razem ołtarz ambonowy.